# Хаукивеси
Хаусивеси (на фински: Haukivesi) е 8-ото по големина езеро във Финландия (провинция Източна Финландия), част от голямата езерна система на езерото Саимаа. Площ 562,31 km², обем 5,11 km³, средна дълбочина 9,13 m, максимална 55 m.

## Географско характеристика
Езерото Хаусивеси е разположено в югоизточната част на Финландия, в провинция Източна Финландия и се простира в северния учакгък на голямата езерна система на езерото Саимаа. Заема обширно удължено от северозапад на югоизток понижение с ледниково-тектонски произход, с дължина 80 km и максимална ширина от югозапад на североизток 22 km. Има силно разчленена и залесена брегова линия с множество заливи, полуострови и острови, като най-големите са Тисвасари, Линансари, Рукусало, Ваясало, Пюли, Куонпасало и др. Дели се на няколко сравнително обособени водни басейна – Хапавеси и Варпарананселкя на юг, Киканселкя и др. на изток, Сутинселкя на северозапад. Подхранва се от множество, предимно малки реки. Чрез множество протоци и ръкави се свързва със съседни по-малки езера, някои от които са разположени на същата надморска височина: на северозапад – ез. Унука (81,3 m н.в.), на запад – ез. Хапаселкя (75,8 m), на североизток – ез. Рукумеси (76,7 m), на изток – ез. Оривеси (75,8 m), на юг – ез. Патисенселкя (75,8 m), като последните две са част от езерната система на езерото Саимаа.
Водосборният басейн на Хаукивеси обхваща множество езера (Сорсавеси, Калавеси, Сувасвеси, Юрусвеси и много други) и райони разположени северно от него. Намира се на 75,8 m н.в., като колебанията на водното му ниво през годината са незначителни и плавни, с малко по-високо ниво през лятото. По този начин годишният му отток е почти постоянен и с малки отклонения. Замръзва през ноември, а се размразява през май.

## Стопанско значение, селища
Езерото е важна туристическа дестинация през зимата, когато е замръзнало и през лятото за отдих и лагеруване. По бреговете му са изградени множество почивни, спортни и туристически бази. Има туристическо корабоплаване. Спортен риболов. По бреговете му са разположени множество предимно малки градчета и села, като най-големи са Савонлина (на югоизточния му край) и Варкаус (на северозападния край).